# Ларионов, Виталий Петрович
Виталий Петрович Ларионов (28 мая 1937, Октябрьский, Куйбышевская область — 17 января 2022, Севастополь) — советский и российский морской офицер, вице-адмирал (1988). 1-й заместитель командующего Черноморским флотом ВМФ СССР, в сентябре 1992 — январе 1993 временно исполняющий должность командующего Черноморским флотом ВМФ РФ.

## Биография
Родился 28 мая 1937 года в посёлке Октябрьский, Самарская область. Призван в ряды Вооружённых сил в 1956 году. Окончил Военно-морскую академию имени Н. Г. Кузнецова в 1975 году.
Начальник штаба, по июнь 1979 года (в звании капитана 2-го ранга) 69-й бригады ПЛ СФ. Командир, в 1979 — 1984 годах (в звании капитана 1-го ранга) — 161-й бригады ПЛ СФ.
Начальник штаба, март 1981 — сентябрь 1984 года, командир (в звании контр-адмирала, с 03.02.1984), октябрь 1984 — октябрь 1988 4-й Краснознаменной ордена Ушакова I степени эскадры подводных лодок в Полярном. 1-й заместитель командующего Черноморским флотом ВМФ СССР И ВМФ РФ в 1988—1994 годах. Вице-адмирал (с 29.10.1988). В сентябре 1992 — январе 1993 временно исполняющий должность командующего Черноморским флотом ВМФ РФ.
Сыграл роль совместно с И. В. Касатоновым в процессах раздела Черноморского флота и его сохранения в составе ВМФ РФ.
В 1994 году он говорил: «Севастополь не просто святой город — он является общенациональной святыней. Особенно это чувствуется сегодня, когда к нам на празднование 50-летия его освобождения от немецко-фашистских захватчиков приехали полномочные представители всех флотов России и ветераны Великой Отечественной войны из всех республик бывшего СССР».
С декабря 1994 года в отставке, проживал в Севастополе, участвовал в жизни ветеранских организаций.
Скончался 17 января 2022 года

## Награды[2]
- Opден Красной Звезды
- Орден За службу Родине в Вооружённых Силах СССР 2 степени
- Орден За службу Родине в Вооружённых Силах СССР 3 степени
- медали